# Haute-Claire (lieu-dit)
Haute-Claire est un lieu-dit de la commune de Razines en Indre-et-Loire, formée d'une ancienne maison seigneuriale et d'un grand corps de ferme, construite en 1352 par les seigneurs de Chargé, propriétaires du château du même nom. Haute-Claire se situe sur les hauteurs de la commune, face à Faye-la-Vineuse, et à quelque 800 mètres du château de Chargé, qui était autrefois dépendant de l'abbaye du Noyers.

## Description
Dans la grande cour se trouvent les restes d'un vieux pigeonnier, un colombier à pied, datant certainement du Moyen Âge. Avant 1789, la construction d'un pigeonnier était un droit seigneurial réservé. Signe de prestige, la taille du pigeonnier dépendait de la superficie des terres cultivées. Un trou de boulin, ou niche à pigeons, correspondait à un arpent de terre. Celui de Haute-Claire comptait 3000 trous de boulin lorsqu'il était encore en fonction, chacun pouvait abriter un couple de pigeons. Les pigeons fournissaient par leur fiente un excellent engrais pour les cultures et de la viande très prisée à l'époque. Une échelle tournante y était installée pour le ramassage des œufs. Durant la Seconde Guerre mondiale des soldats de l'armée allemande stationnés non loin de là ont réquisitionné une partie du toit, prélevant le lanterneau qui était en plomb afin de fabriquer des munitions. Les propriétaires n'ayant pas eu les moyens financiers de refaire construire la toiture, la toiture et l’échelle et les murs se sont désagrégés petit à petit, ainsi une bourrasque en fera tomber la moitié dans les années 1980. Tout près du pigeonnier se trouve un abreuvoir à pigeons taillé dans la pierre, l'un des rares subsistant encore dans toute la Touraine.
Haute-Claire, au temps des Chargé, était la ferme qui approvisionnait en nourriture les seigneurs du château. Le corps de ferme compte tous les éléments nécessaires à cette tâche et notamment : un grand four à pain (restauré dans les années 1990), des cuisines indépendantes où l'on cuisinait dans une imposante cheminée, un pigeonnier, une étable, une porcherie, une écurie, une basse-cour avec son poulailler et ses clapiers, une salle servant à la traite et à l’abattage, des séchoirs à pommes, un grand pressoir à raisin, son cellier et sa lignée de fût de chênes (aujourd’hui disparu), une buanderie avec des lessiveuses à four à bois… La ferme possédait même autrefois sa propre chapelle. Le tout était entièrement entouré d'un mur d'enceinte dont une bonne partie est encore existante, en cours de rénovation.
Dans le sous-sol entourant Haute-Claire se trouve un souterrain qui part du château de Chargé et mène jusque dans la cour de Haute-Claire. Il est large d'environ 5 mètres et long de 800 mètres, suffisamment large pour laisser passer un attelage de chevaux. Ce souterrain servait à emmener le seigneur de Chargé en sécurité en cas de prise du château, mais servait surtout de passage aux ouvriers qui travaillaient à la ferme pour approvisionner le château en denrées. Il est probable qu'un autre souterrain part de Haute-Claire et rejoint la ferme du Haut Fougeray à Razines.
Dans les sous-sols de Haute-Claire et des alentours se trouvent également des galeries (plus de 3 km de long) en tuffeau qui ont été creusées en partie pour la construction du château de Richelieu, celles-ci ont servi de caves à champignons.
De nos jours, Haute-Claire appartient à la famille Beausse et ce depuis la fin du XVIIIe siècle, une vieille famille dont les ancêtres étaient huiliers et meuniers entre autres.
Haute-Claire est aujourd'hui classé gîte de France.

## Toponymie
Lieu-dit à ne pas confondre avec le Château de Ports, parfois appelé Haute-Clair ou Hauteclaire, situé à 18 kilomètres sur une commune attenante. Bien que Razines et Ports aient eu des seigneurs commun au XVIe siècle, l'origine et l'homonymie du nom n'est pas connue et rien n'indique qu'il y ait un lien avec l'union de ces familles.